# Medic Drug Grand Prix 1997
Medic Drug Grand Prix 1997 var ett race som var den tionde omgången av CART World Series 1997, och kördes den 13 juli på Burke Lakefront Airport i Cleveland, Ohio, efter ett fyra veckor långt sommaruppehåll. Alex Zanardi vann, efter att ha råkat ut för problem inledningsvis i tävlingen och hamnat längst bak, men sedan kört upp sig på den breda flygplatsbanan, vilket i slutändan gav honom sin andra seger för säsongen. Zanardi låg med segern femma i mästerskapet, där Paul Tracy, Greg Moore, Michael Andretti, Gil de Ferran och Zanardi ryckt ifrån.

## Slutresultat
| Plats | Förare                | Team                     | Grid | Kvaltid  |
| ----- | --------------------- | ------------------------ | ---- | -------- |
| 1     | Alex Zanardi          | Chip Ganassi Racing      | 1    | 56,984   |
| 2     | Gil de Ferran         | Walker Racing            | 2    | 57,514   |
| 3     | Bryan Herta           | Team Rahal               | 7    | 57,803   |
| 4     | Al Unser Jr.          | Marlboro Team Penske     | 18   | 58,612   |
| 5     | Bobby Rahal           | Team Rahal               | 9    | 57,975   |
| 6     | Christian Fittipaldi  | Newman/Haas Racing       | 5    | 57,764   |
| 7     | Paul Tracy            | Marlboro Team Penske     | 10   | 57,981   |
| 8     | Scott Pruett          | Patrick Racing           | 16   | 58,264   |
| 9     | Mark Blundell         | PacWest Racing           | 3    | 57,538   |
| 10    | Parker Johnstone      | Team KOOL Green          | 17   | 58,305   |
| 11    | Dario Franchitti      | Hogan Racing             | 11   | 58,075   |
| 12    | Patrick Carpentier    | Bettenhausen Motorsports | 19   | 58,701   |
| 13    | Jimmy Vasser          | Chip Ganassi Racing      | 15   | 58,242   |
| 14    | André Ribeiro         | Tasman Motorsports       | 8    | 57,921   |
| 15    | Maurício Gugelmin     | PacWest Racing           | 6    | 57,791   |
| 16    | Raul Boesel           | Patrick Racing           | 14   | 58,187   |
| 17    | Adrián Fernández      | Tasman Motorsports       | 25   | 1.00,318 |
| 18    | Michel Jourdain Jr.   | Payton/Coyne Racing      | 20   | 59,225   |
| 19    | Gualter Salles        | Davis/Craig Racing       | 12   | 58,144   |
| 20    | Hiro Matsushita       | Arciero-Wells Racing     | 26   | 1.01,167 |
| 21    | Juan Manuel Fangio II | All American Racing      | 23   | 59,754   |
| 22    | Arnd Meier            | Payton/Coyne Racing      | 27   | 1.01,442 |
| 23    | Michael Andretti      | Newman/Haas Racing       | 4    | 57,637   |
| 24    | Greg Moore            | Forsythe Racing          | 13   | 58,155   |
| 25    | P.J. Jones            | All American Racing      | 21   | 59,719   |
| 26    | Charlie Nearburg      | Payton/Coyne Racing      | 28   | 1.03,224 |
| 27    | Max Papis             | Arciero-Wells Racing     | 22   | 59,745   |
| 28    | Richie Hearn          | Della Penna Motorsports  | 24   | 1.00,165 |